# Bjärlyckehus
Bjärlyckehus is een plaats in de gemeente Ängelholm in het Zweedse landschap Skåne en de provincie Skåne län. De plaats heeft 145 inwoners (2005) en een oppervlakte van 17 hectare.